# شهاب‌الدین (افغانستان)
شهاب‌الدین یک منطقهٔ مسکونی در افغانستان است که در ولایت بغلان واقع شده‌است.